# Evita (musical)
Evita to musical powstały w roku 1976 z muzyką Andrew Lloyda Webbera i librettem Tima Rice’a. Jest opartą na faktach muzyczną biografią Evy Perón-Duarte – drugiej żony prezydenta Argentyny Juana Peróna. Dzieło jest jednym z najbardziej znanych i najczęściej wystawianych dzieł kompozytora, w 1996 roku Alan Parker nakręcił jego adaptację filmową.

## Historia

### Idea

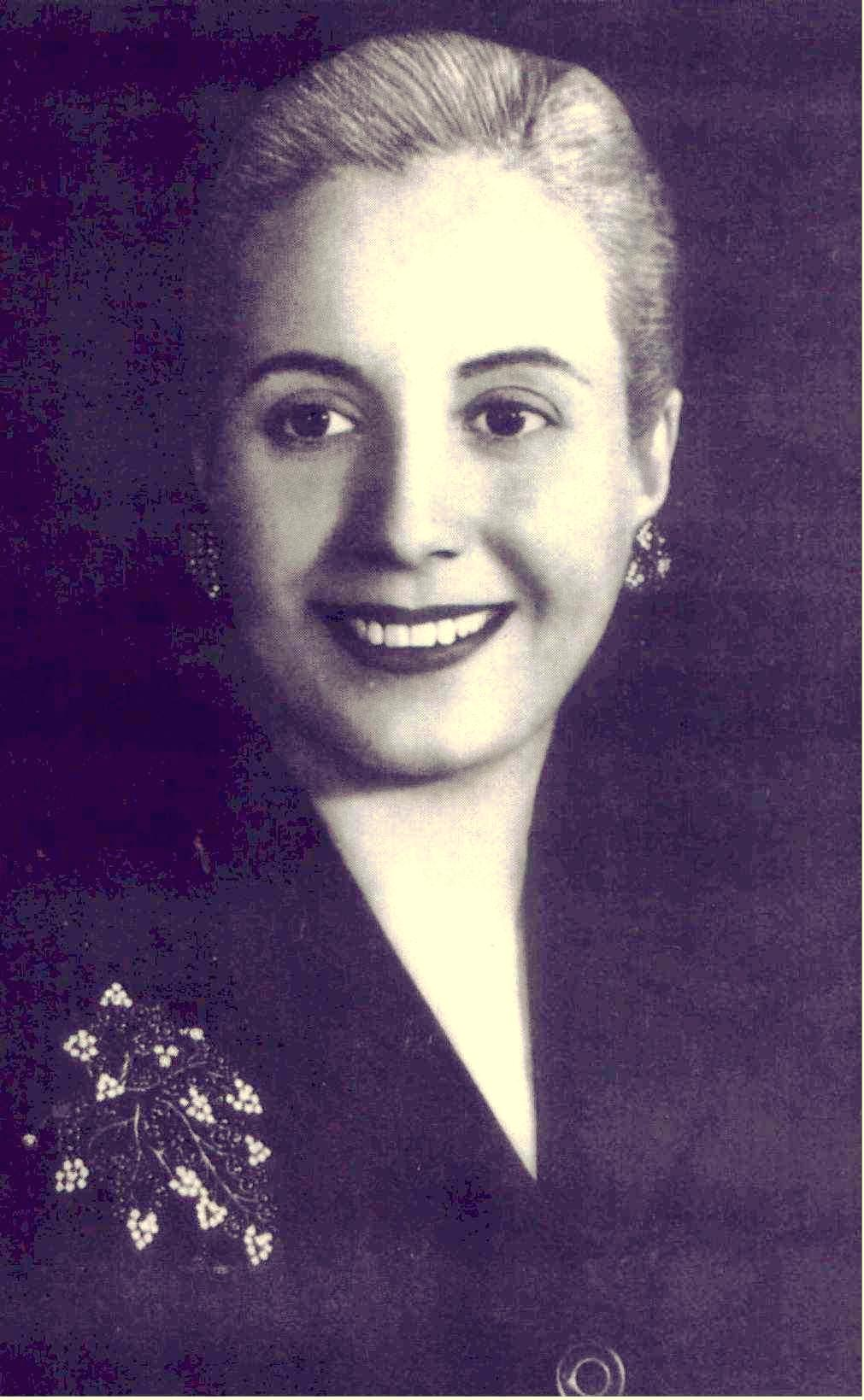
Oficjalny portret Evy Peron – wykorzystany również w scenografii musicalu

Autor libretta, Tim Rice zainteresował się postacią Evy Perón w roku 1972 po wysłuchaniu w radiu podczas prowadzenia samochodu krótkiego słuchowiska. Wkrótce obejrzał w TV Thames film dokumentalny „Queen of Hearts” argentyńskiego reżysera Carlosa Pasiniego Hansena poświęcony Evicie. Rice’a zafascynowała postać Evy, udał się m.in. do Argentyny w celu zebrania materiałów źródłowych. Przedstawił Webberowi koncepcję libretta, kompozytor był bardzo zainteresowany musicalem wykorzystującym rytmy tanga argentyńskiego, paso doble i innych tańców latynoskich, ale pierwotnie odrzucił pomysł. Andrew Lloyd Webber postanowił pracować z Alanem Ayckbournem nad musicalem Jeeves, który okazał się jednak klapą i zszedł z afisza po 38 przedstawieniach. Webber wrócił do koncepcji Rice’a, który zaczął rozwijać koncepcję libretta w oparciu o biografię autorstwa Mary Main, The Woman with the Whip – bardzo krytyczną wobec postaci Evy Perón. Rice wpadł na pomysł wprowadzenia postaci Che, mającego pełnić w spektaklu rolę narratora w stylu chóru greckiego. Późniejszy reżyser, Hal Prince zasugerował by ta postać nawiązywała do Che Guevary.

### Album koncepcyjny
Kompozytor i autor tekstu zdecydowali się najpierw wydać w 1976 roku dwupłytowy album koncepcyjny (podobnie kilka lat wcześniej postąpili z Jesus Christ Superstar). Partię Evity zaśpiewała Julie Covington, Colm Wilkinson wystąpił jako Che, Paul Jones jako Juan Perón a Tony Christie jako Agustín Magaldi. Inspirujący Rice’a Pasini napisał dialog w języku hiszpańskim do pierwszego utworu płyty oraz wystąpił w nim (jako kierownik kina).
Album odniósł duży sukces w Wielkiej Brytanii, Australii, RPA, Ameryce Południowej i Europie. Singiel Don’t Cry for Me Argentina (w wykonaniu Covington) został wydany w październiku 1976 roku i dotarł do 1 miejsca na UK Singles Chart i odniósł podobny sukces na arenie międzynarodowej. Drugi singiel Another Suitcase in Another Hall (w wykonaniu Barbary Dickson) dotarł do 18 miejsca brytyjskiej listy przebojów.

### Na scenie
Webber i dyrygent Anthony Bowles zdecydowali się wystawić próbne przedstawienie na festiwalu w Sydmonton (zamku należącym do Webbera, gdzie zwykł on prezentować zaproszonym gościom wszystkie prapremiery swoich kompozycji), do wizualizacji wykorzystano materiały zebrane przez Passiniego. Skontaktowali się z reżyserem Haroldem Princem, który podszedł entuzjastycznie do projektu, lecz dysponował wolnym terminem dopiero za 2 lata.
W międzyczasie Webber i Rice dokonali przeróbek materiału muzycznego (z niektórych utworów z płyty zrezygnowano, niektóre skrócono lub dodano tekst). Prince podjął się reżyserii na wiosnę 1978, dokonano wtedy jeszcze niewielkich zmian w libretcie (dodano m.in. utwór „The Art of the Possible” opisujący dotarcie Peróna do szczytów władzy przed poznaniem Evy).

### Znaczące przedstawienia

#### West End

##### Prapremiera
Evita miała premierę w Prince Edward Theatre na londyńskim West Endzie w dniu 21 czerwca 1978 roku. Przedstawienie zamknięto w dniu 8 lutego 1986 r., po 2900 występach. Reżyserował Hal Prince. W premierowej obsadzie wystąpili:
- Elaine Paige jako Eva
- David Essex jako Che
- Joss Ackland jako Perón
- Siobhan McCarthy jako kochanka Peróna
- Mark Ryan jako Agustín Magaldi

Paige została wybrana w castingu, ponieważ Julie Covington zrezygnowała z udziału w spektaklu.

##### Wznowienie
W dniu 2 czerwca 2006, w Adelphi Theatre na West Endzie ponownie wystawiono Evitę. Reżyserował Michael Grandage, w obsadzie znaleźli się:
- Elena Roger (urodzona w Argentynie) jako Eva,
- Philip Quast jako Perón
- Matt Rawle jako Che.

W musicalu znalazł się również utwór „You Must Love Me”, dokomponowany w 1996 roku na potrzeby filmu. Produkcja miała entuzjastyczne recenzje, ale sprzedaż biletów była słaba, toteż spektakl zamknięto po niecałym roku w dniu 26 maja 2007.

#### Broadway
Spektakl wystawiono w Broadway Theatre w dniu 25 września 1979 roku i zamknięto w dniu 26 czerwca 1983 r., po 1567 występach (i 17 przedstawieniach przedpremierowych).
Reżyserował również Hal Prince. W premierowej obsadzie wystąpili:
- Patti LuPone jako Eva
- Mandy Patinkin jako Che
- Bob Gunton jako Perón
- Jane Ohringer jako kochanka Peróna
- Mark Syers jako Agustín Magaldi

Na wiosnę 2012 zapowiedziano powrót Evity na Broadway

#### Polska

##### Chorzów
Musical miał polską prapremierę 11 grudnia 1994 w chorzowskim Teatrze Rozrywki, ostatnie 172 przedstawienie odbyło się po 10 latach, 17 grudnia 2004. Spektakl w reżyserii Marcela Kochańczyka, libretto tłumaczył Andrzej Ozga. Główne postacie odtwarzali: Maria Meyer jako Eva, Janusz Kruciński (albo Krzysztof Respondek, Michał Bajor i Paweł Kukiz) jako Che, Jacenty Jędrusik jako Perón.

##### Gdynia
Od 1 lutego 1997 spektakl był wystawiany w Teatrze Muzycznym w Gdyni w reżyserii Macieja Korwina. W obsadzie znajdowali się: Anna Gębalówna jako Eva, Mieczysław A. Gajda jako Che, Tomasz Steciuk jako Perón. Data ostatniego spektaklu nie jest znana.

##### Poznań
26 września 2015 Teatrze Muzycznym w Poznaniu  w reżyserii Sebastiana Gonciarza, kierownictwo muzyczne Piotr Deptuch, scenografia Mariusz Napierała, choreografia Paulina Andrzejewska, kostiumy Agata Uchman. W premierowej obsadzie znaleźli się: Marta Wiejak, Oksana Hamerska jako Eva, Janusz Kruciński, Patryk Kośnicki jako Che, Przemysław Rezner, Tomasz Steciuk jako Perón.

#### Inne produkcje

##### Madryt
Spektakl miał premierę w hiszpańskiej wersji językowej w Teatro Monumental w Madrycie w dniu 23 grudnia 1980 r. Reżyserował Jaime Azpilicueta, w rolach głównych wystąpili: Paloma San Basilio jako Eva, Patxi Andión jako Che, Julio Catania jako Perón. Piosenka No llores por mí, Argentina (Don’t Cry for Me Argentina) stała się hitem.

##### Produkcje objazdowe
W porządku chronologicznym:
- 1984–1986 Tournée po Stanach Zjednoczonych.
- 1987 Tournée po Wielkiej Brytanii i Irlandii.
- 1989 Tournée światowe.
- 1994 Roczne tournée po Stanach Zjednoczonych.
- 1995 Tournée po Wielkiej Brytanii wyprodukowane przez Roberta Stigwooda.
- 1998 Tournée z okazji 20 rocznicy premiery po Stanach Zjednoczonych (od 3 listopada 1998 roku do lata 1999 roku). Główne role odtwarzali Amerykanie pochodzenia hiszpańskiego (Natalie Toro jako Eva, Raul Esparza jako Che i Raymond Jaramillo McLeod jako Juan Perón).
- 2004–2008 Tournée po Stanach Zjednoczonych spektaklu wyreżyserowanego przez Hala Prince’a, zakończone w czerwcu 2008 roku[11].
- 2008–2011 Tournée po Wielkiej Brytanii (oraz po Europie) rozpoczęło się w 2008 roku, zakończone pod koniec 2009 r. Reaktywowane w marcu 2010 na trasę po Europie. Spektakle są zakontraktowane w Wielkiej Brytanii i Niemczech do września 2011 roku[12].

## Streszczenie fabuły

### Akt I
W kinie w Buenos Aires publiczność ogląda film (A Cinema in Buenos Aires, 26 July 1952). Film zostaje zatrzymany, publiczność protestuje, przed ekran wychodzi kierownik kina oznajmiając: „Eva Perón przeszła do nieśmiertelności o 8:25 godziny wieczorem”. Zrozpaczona publiczność opuszcza kino, na scenie pojawia się kondukt pogrzebowy śpiewający requiem po łacinie (Requiem for Evita). Che Guevara (narrator) cynicznie opisuje histeryczny smutek, który ogarnął Argentynę po śmierci Evity (Oh What a Circus).
Akcja przenosi się do roku 1934. Wokalista i gitarzysta Agustín Magaldi daje recital tanga argentyńskiego w kawiarni w mieście Junín, czemu przysłuchuje się jego 15-letnia kochanka, Eva Duarte (On This Night of a Thousand Stars). Magaldi chce zakończyć przelotny romans i opuścić miasto, lecz Eva i mieszkańcy szantażują go, zmuszając do wzięcia kobiety ze sobą do Buenos Aires (Eva and Magaldi / Eva, Beware of the City).
Po przybyciu do stolicy Eva, pełna optymizmu, śpiewa o ambicjach i przyszłej chwale (Buenos Aires). W Buenos Aires szybko porzuca Magaldiego. Che komentuje jej dalszą karierę – Eva, zmieniając kolejnych kochanków, zostaje (kolejno): modelką, gwiazdą radia i aktorką filmową (Goodnight and Thank You). Następnie Che podsumowuje kilka lat przewrotów wojskowych w latach 40., które stopniowo wynoszą pułkownika Juana Domingo Peróna na szczyty władzy (The Lady’s Got Potential). Groteskowa „zabawa w gorące krzesła” (przywódcy junty, którym zabrano krzesło są rozstrzeliwani) eliminuje wszystkich pretendentów do władzy poza Peronem (The Art of the Possible).
22 stycznia 1944 w San Juan dochodzi do trzęsienia ziemi. Pułkownik Perón organizuje koncert charytatywny, na którym występuje Magaldi (Charity Concert). Perón i Eva spotykają się po raz pierwszy, błyskawicznie uświadamiając sobie nawzajem, że mogą  pomóc sobie w karierach (I'd Be Surprisingly Good For You). Eva natychmiast opuszcza towarzyszącego jej oficera, po czym udaje się do domu Peróna i wyrzuca z niego nieletnią kochankę (Hello and Goodbye). Ta początkowo rozpacza (Another Suitcase in Another Hall), lecz wkrótce znajduje pocieszenie w ramionach innego oficera.
Eva zostaje wprowadzona na salony, lecz spotyka się z ostracyzmem wyższych sfer i pogardą oficerów armii (Perón's Latest Flame). W 1946 Perón, mianowany w międzyczasie generałem, staje do wyborów prezydenckich, opierając się w kampanii na niższych warstwach społecznych („descamisados” – dosł. ludzi „bez koszul”), przy aktywnym udziale Evy w kampanii organizując populistyczne wiece wygrywa wybory (A New Argentina).

### Akt II

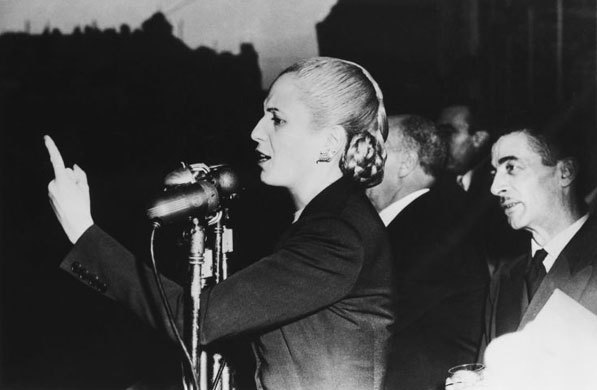
Evita na balkonie Casa Rosada

Perón zostaje wybrany na prezydenta. Stoi na balkonie pałacu prezydenckiego Casa Rosada, pozdrawiając popierających go descamisados (On the Balcony of the Casa Rosada). Później zaczyna przemawiać Eva, a swoim emocjonalnym wystąpieniem (Don’t Cry for Me Argentina) wywołuje aplauz zgromadzonych, którzy po raz pierwszy określają ją zdrobnieniem Evita. W trakcie balu inaugurującego prezydencję Che zastanawia się nad wpływem sławy na dalsze poczynania Evity (High Flying Adored).
Evita zmienia image i oddaje się w ręce konsultantów mody, zamawiając dziesiątki strojów (Rainbow High). W 1946 wyrusza na dwumiesięczne tournée po Europie (Rainbow Tour) w celu uzyskania wsparcia dla polityki Perona – spotyka się zarówno ze wsparciem (Hiszpania), jak i pogardą (Włochy), obojętnością (Francja) lub lekceważeniem (Anglia). Che oskarża ją po powrocie o małą wrażliwość na potrzeby biedoty, która wyniosła jej męża do władzy – rozbieżność między słowami a czynami (The Actress Hasn't Learned the Lines [You'd Like to Hear]). Eva w odpowiedzi na krytykę otwiera fundację charytatywną swego imienia. Che opisuje kontrowersyjne działania fundacji – wymuszanie składek, brak kontroli nad wydatkami prowadzący do defraudacji (And the Money Kept Rolling In [And Out]).
Uwielbienie dla Evity staje się karykaturalne, a sama kobieta staje się nieomal żyjącą świętą. W kościele przyjmuje sakrament w otoczeniu adorujących ją zwolenników (Santa Evita). Wpada w trans, a w swojej wizji spiera się z Che o metody działania. Che oskarża Evę o wykorzystywanie ludzi do własnych celów, za to ona oskarża go o ucieczkę z kraju (A Waltz for Eva and Che). Na końcu utworu Eva przyznaje się do śmiertelnej choroby, trawiącej jej ciało.

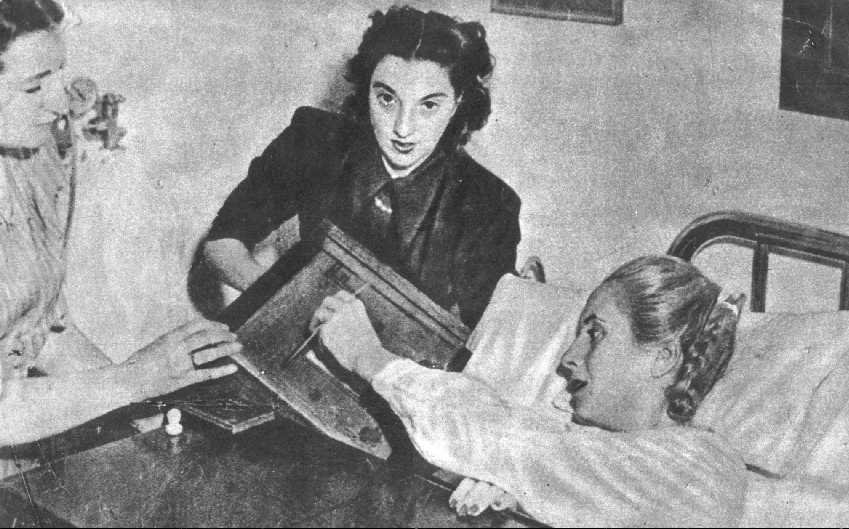
Evita w szpitalu – rok 1951

Eva leży w łóżku w szpitalu. Uświadamia sobie, że Perón był z nią nie tylko z wyrachowania politycznego, lecz również z miłości (You Must Love Me). Generałowie Peróna mają dość wtrącania się Evity w politykę i wywierają na niego presję, by odsunął ją od spraw publicznych. Prezydent przekonuje ich, że gdyby nie ona, nigdy nie osiągnęliby obecnej pozycji (She Is A Diamond). Eva jest zdeterminowana, by zostać wiceprezydentem, ale Perón jest przerażony; zastanawia się, jak te plany zostaną przyjęte przez wojsko i czy Eva jest w stanie podołać temu zadaniu mimo pogarszającego się zdrowia (Dice Are Rolling / Eva's Sonnet). Na koniec utworu Evita upada.
Zdając sobie sprawę, że jest bliska śmierci, Eva rezygnuje z zostania wiceprezydentem. Po raz ostatni staje na balkonie Casa Rosada i przysięga Argentyńczykom wieczną miłość, prosząc o wybaczenie za zło, które jej czyny mogły przynieść (Eva's Final Broadcast). Przed śmiercią przemykają jej przed oczyma jej dokonania (Montage). Po śmierci balsamiści przystępują do pracy, dusza Evity prosi o przebaczenie, zrozumienie wyboru jej drogi życiowej (wybór sławy zamiast długiego życia i wychowywania dzieci) i zapamiętanie dobra, które uczyniła (Lament). Che kwituje śmierć Evity słowami: „W chwili śmierci Evita miała 33 lata; dokładnie tyle, co Chrystus”.

## Lista utworów
Akt I
- A Cinema in Buenos Aires, 26 July 1952 – Tłum
- Requiem for Evita – Chór
- Oh What a Circus – Che i Tłum
- On This Night of a Thousand Stars – Magaldi
- Eva and Magaldi / Eva, Beware of the City – Eva, Magaldi i Rodzina
- Buenos Aires – Eva i Tłum
- Good Night and Thank You – Che, Eva, Magaldi i Kochankowie
- The Lady’s Got Potential – Che
- The Art of the Possible – Perón, Generałowie i Eva
- Charity Concert – Perón, Che, Magaldi i Eva
- I'd Be Surprisingly Good For You – Eva i Perón
- Hello and Goodbye – Eva
- Another Suitcase in Another Hall – Kochanka Peróna i Chór Oficerów
- Peron's Latest Flame – Che, Arystokraci, Żołnierze i Eva
- A New Argentina – Eva, Che, Perón i Tłum

Akt II
- Entr'acte – instrumentalny

- On The Balcony of the Casa Rosada – Perón, Che i Tłum
- Don’t Cry for Me Argentina – Eva
- High Flying Adored – Che i Eva
- Rainbow High – Eva i Pokojowe
- Rainbow Tour – Perón, Doradcy i Che
- The Actress Hasn't Learned the Lines (You'd Like to Hear) – Eva, Arystokraci i Che
- And the Money Kept Rolling In (And Out) – Che i Tłum
- Santa Evita – Dzieci i Chór
- A Waltz for Eva and Che – Eva i Che
- You Must Love Me 1 – Eva
- Peron's Latest Flame Playoff – Żołnierze
- She is a Diamond – Perón
- Dice Are Rolling / Eva's Sonnet – Perón i Eva
- Eva's Final Broadcast – Eva
- Montage – Eva, Che, Perón i Chór
- Lament – Eva, Balsamiści i Che

1 Utwór napisany w 1996 roku na potrzeby adaptacji filmowej – został dodany w 1997 r. do produkcji islandzkiej, w Londynie (2006), w broadwayowskim wznowieniu (2012) i innych.

## Adaptacja filmowa
Wkrótce po premierze musicalu planowano adaptację filmową w reżyserii Kena Russella, do głównych ról rozpatrywano
m.in. Barbrę Streisand lub Lizę Minnelli jako Evę oraz Barry Gibba lub Eltona Johna jako Che. Pod koniec lat 80 Oliver Stone przymierzał się również do ekranizacji z Meryl Streep w roli tytułowej. Obie adaptacje nie doszły do skutku.
Dopiero w 1996 roku, Alan Parker wyreżyserował film z Madonną w roli tytułowej), Antonio Banderas wystąpił jako Che a Jonathan Pryce jako Perón. Madonna była rozpatrywana do tej roli kilkanaście lat wcześniej, lecz została wtedy odrzucona przez kompozytora.
Film został nominowany do pięciu Oscarów, zdobywając jeden – na najlepszą piosenkę You Must Love Me (napisanej zresztą specjalnie do filmu – inaczej nie mogłaby być nominowana do tej nagrody). Ekipie zezwolono (mimo protestów) na nakręcenie zdjęć również w Argentynie, w tym na historycznym balkonie Casa Rosada.
Pomiędzy zapisem musicalu a filmem są niewielkie, lecz znaczące rozbieżności. M.in:
- piosenkę Another Suitcase in Another Hall śpiewa w filmie Eva po porzuceniu przez Magaldiego (w musicalu kochanka Perona po jej wyrzuceniu)
- prawie całkowicie usunięto utwór The Art of the Possible
- całkowicie usunięto utwór Dice Are Rolling / Eva's Sonnet

Znacząco skrócono również kilka innych utworów. Dodano niewielką ilość kwestii mówionych.

## Nagrania muzyczne
Łącznie powstało co najmniej 25 wersji muzycznych spektaklu w językach: angielskim, hiszpańskim, niemieckim, japońskim, hebrajskim, języku czeskim, duńskim, holenderskim, francuskim, węgierskim, islandzkim, koreańskim, portugalskim i szwedzkim. Najbardziej znaczącymi wersjami oryginalnymi (anglojęzycznymi) są:
- 1976 album koncepcyjny – pełny zapis dzieła
- 1978 zapis spektaklu londyńskiego – wyjątki
- 1979 zapis spektaklu broadwayowskiego – pełny zapis dzieła
- 1996 soundtrack: wydanie pełny zapis (2 CD) i wyjątki (1 CD)
- 2006 zapis wznowienia londyńskiego – wyjątki

## Nagrody

### Londyn
Laurence Olivier Award 1978
- najlepsza aktorka w musicalu (Elaine Paige) – zwycięstwo

Laurence Olivier Award 2007
- najlepszy musical – zwycięstwo,
- 3 nominacje: najlepszy aktor w musicalu (Philip Quast),najlepsza aktorka w musicalu (Elena Roger), najlepszy choreograf (Rob Ashford)

### Nowy Jork
Drama Desk Award 1980
- najlepszy musical – zwycięstwo
- najlepsze libretto (Tim Rice) – zwycięstwo
- najlepsza muzyka (Andrew Lloyd Webber) – zwycięstwo
- najlepsza aktorka w musicalu (Patti LuPone) – zwycięstwo
- najlepszy aktor drugoplanowy (Bob Gunton) – zwycięstwo
- najlepszy reżyser (Harold Prince) – zwycięstwo
- 4 nominacje: najlepszy aktor (Mandy Patinkin), najlepsza choreografia (Larry Fuller), kostiumy (Timothy O’Brien i Tazeena Firth), oświetlenie (David Hersey)

Tony Award 1980
- najlepszy musical – zwycięstwo
- najlepsze libretto (Tim Rice) – zwycięstwo
- najlepsza muzyka (Andrew Lloyd Webber) – zwycięstwo
- najlepsza aktorka w musicalu (Patti LuPone) – zwycięstwo
- najlepszy aktor (Mandy Patinkin) – zwycięstwo
- najlepszy reżyser (Harold Prince) – zwycięstwo
- najlepsze oświetlenie (David Hersey)
- 3 nominacje: najlepszy aktor drugoplanowy (Bob Gunton), najlepsza choreografia (Larry Fuller), kostiumy (Timothy O’Brien i Tazeena Firth)